# Management de l'innovation
 (janvier 2020).
Le management de l'innovation est la mise en œuvre des techniques et dispositifs de gestion destinés à créer les conditions les plus favorables au développement d'innovations concrètes.
En management de l'entreprise, l'innovation est une des fonctions de l'entreprise, la fonction transverse qui cherche à assurer la production d’un maximum d'innovations, c'est-à-dire d'offres innovantes. 
L'innovation est, dans ce cadre, un processus managérial consistant à améliorer volontairement l'existant de façon soutenue.

## De l'innovation, le management
Le management de l'innovation est de l'innovation, le management. D'où la nécessité de revenir rapidement sur les concepts de base de ces deux notions clés : Management et d'Innovation.

## Un exemple

### Définition  de l'innovation
Selon Sandrine Fernez-Walch et François Romon, « L'innovation est un processus extra-intra et inter-organisationnel, délibéré, qui conduit à la proposition et à l'adoption sur un marché ou à l'intérieur d'une organisation, d'un produit nouveau. »
«Le produit nouveau peut être un bien physique, un service, un procédé, un savoir-faire, un dispositif organisationnel ou la combinaison de plusieurs de ces éléments.»
« Ce processus permet à l'organisation (par exemple l'entreprise) d'améliorer sa position stratégique (par exemple conquérir ou accroître un pouvoir de marché) et/ou de renforcer ses compétences clés, ses savoirs et savoir-faire (technologies, marché, etc.). »
Selon l'AFNOR, « L'innovation est un processus qui conduit à la mise en œuvre d'un ou plusieurs produits, procédés, méthodes ou services, nouveaux ou améliorés, susceptibles de répondre à des attentes implicites ou explicites et de générer une valeur économique, environnementale ou sociétale pour toutes les parties prenantes. »

### Le management de l'innovation
Selon Sandrine Fernez-Walch et François Romon (paraphrasant De Woot, 1970) : « Le management de l'innovation, c'est la gestion plus la décision, avec toutes les responsabilités qui en découle, concernant l'activité d'innovation de l'entreprise. » Ils précisent : « Le management de l'innovation est l'ensemble des actions conduites, des choix effectués et des structures mises en œuvre par une entreprise en interaction avec son environnement économique et social, pour favoriser l'émergence, décider du lancement et mener à bien ses projets d'innovation. »
Selon la norme FD X50-271 de l'AFNOR (décembre 2013) : « Le management de l'innovation est un processus qui définit pour une organisation (ou un ensemble d’organisations), les actions, les choix et les structures dans le cadre de son management général, pour favoriser l’émergence, décider du lancement et mener à bien ses projets d’innovation. Les actions et les décisions de management de l’innovation se déploient à deux niveaux de responsabilité de l’organisation : le management stratégique de l’innovation (incluant l’évaluation et la mise à jour des choix opérés) et le management opérationnel des projets innovants. »

## Management de l'innovation et marketing de l'innovation
Et management stratégique de l'innovation et marketing stratégique de l'innovation.

## Les techniques du management de l'innovation
Les techniques de gestion de l'innovation (IMT), les techniques d'organisation et les outils de travail permettent à une entreprise d'optimiser sa capacité à innover.
Citons , entre autres :
- l'innovation ouverte

Mode d'innovation reposant sur le partage, la coopération entre entreprises.
- le crowdsourcing ;
- le business model ;
- les lead users ;
- le Design Thinking
- l'innovation orientée client (Outcome-Driven Innovation (en))
- le Living Lab
- le brainstorming et le challenge-storming ;
- la méthode TRIZ (Théorie de résolution de problèmes inventifs) ;
- la co-idéation.

### Le management de l'innovation et la sérendipité
Dans Loilier et Tellier, p. 387-288.
Cas Post-It

## Les équipes d'innovation

### Le management de projet

#### Généralement
Le management de projet se caractérise par la gestion d'un projet qui peut être mené par une personne ou une équipe, voire plusieurs équipes ou même plusieurs organisations. Ce projet porte généralement sur un produit ou un service, et a un but, un budget et un délai (voir définition de Midler). Le projet peut ensuite être séparé en plusieurs "sous-parties" qui vont permettre une meilleure définition des objectifs à atteindre et de faire une séparation du travail. Ces parties sont réalisées plus ou moins simultanément, sont concourantes et doivent pouvoir être "modulables" au cas où on se rende compte au fur et à mesure qu'une partie demanderait plus de ressources qu'une autre. De ce fait le management de projet se caractérise par une communication entre les différents acteurs qui travaillent sur le projet et généralement un chef de projet.

#### Dans L'innovation
Si on prend un produit "classique", il doit répondre à des exigences de coût, qualité et délai de conception, sa conception va donc plus facilement tendre vers des voies déjà explorées, plutôt que de nouvelles approches qui mèneraient à une innovation.
Par exemple si une entreprise fabrique des voitures thermiques, elle aura donc tout un acquis de connaissance dans ce domaine et arrivera rapidement à produire une nouvelle voiture, car une grande partie des connaissances sont déjà assimilées dans l'entreprise et il suffit de modifier quelques variables, projet dit classique, peu d'innovation. Or si cette même entreprise cherche à se diriger vers des voitures électriques, il faudra donc qu'elle essaye d'innover dans ce domaine, dans le sens où elle n'a pas de connaissance sur le sujet et donc demandera bien plus de temps à mettre en œuvre. Ce projet sera en conséquence beaucoup plus long et coûteux, et donc sera bien plus facilement écarté.
Cet exemple illustre bien pourquoi les start-up arrivent bien avec des produits dit d'innovation de rupture, car elles partent d'un point presque commun avec les grandes entreprises.
Le management de l'innovation par le projet, au sens où le projet à vocation à être innovant en lui-même est peu évident. En effet, dans un projet dit "innovant" avec un objectif d'innovation de rupture ou même d'innovation incrémentale, le but, le budget et les délais ne sont pas réellement définis. Ceci rend la réalisation du projet et le travail plus complexe. L'innovation étant (exploration de nouveaux concepts/idées) quelque chose qui n'a jamais ou peu été fait, il existe donc peu de connaissance sur le sujet et il faut donc essayer de faire de la recherche pour approfondir les connaissances sur ce sujet sans toutefois que ça ne reste que de la recherche. L'innovation est fondamentalement un processus d'exploration où on ne sait où il conduira. Il faut donc pour atteindre un but, se restreindre dans les possibilités à explorer, pour ne pas partir trop loin. L'enjeu de l'innovation est de définir les espaces de conception à explorer, le projet peut aboutir dans un espace de conception connu et défini, comme dans nouvel espace de conception, puis continuera son avancée à partir de là. Pour cela il arrive généralement qu'on explore beaucoup de solutions rapidement pour voir lesquelles mériteraient un intérêt, puis partir de là. Au fur et à mesure les objectifs vont se dessiner,à la fois en tant que connaissance à explorer que d'autre projet à lancer en développement à partir de ces connaissances. 
Une méthode est la gestion d'un portefeuille d'études (ensemble de tâches qui servent le projet d'une manière ou d'une autre). Il faudra donc gérer ce portefeuille pour faire, au fur et à mesure, avancer le projet. 
Dans L'innovation, on ne cherche donc plus à faire juste de la R&D, où la recherche ne servirait pas directement un but précis et le développement ne serait fait qu'une fois que la recherche serait terminé. Dans le cadre de l'innovation on parle plus de RID - Recherche, innovation et développement - où l'innovation est un espace à part qui cherche à combiner la recherche et le développement. Dans cette optique là, l'innovation doit conduire simultanément les deux pôles (R&D) pour arriver avec une idée finalisée en apportant des valeurs et des connaissances au développement et en alimentant le recherche avec de nouvelles questions. Une sorte de cercle vertueux où l'un apporte des questions à l'autre et qui aboutisse à un produit.  
Finalement il est très difficile de définir un objectif précis, le projet va se lancer et le but, comme les étapes intermédiaires, vont se définir lors de l'avancement. Il y aura aussi des états de questionnement ("stop or go") où on se demandera si le projet suit la bonne trajectoire pour le but. Le projet n'est donc pas tout écrit avant d'être fait, il va souvent être modifié.

## Le processus d'innovation  de produit
En marketing, l'innovation de produit correspond à la mise au point d'un produit nouveau ou à l'incorporation d'une nouveauté dans un produit existant.
Le processus correspondant s'appelle en France « conception de produit » et, aux États-Unis, « New Product Development Process » (NPD).
Aux États-Unis ; (en) New product development (NPD). Huit étapes dont la première est celle de l'idéation (Fuzzy Front End).
L'innovation va permettre de toucher de nouveaux clients, de fidéliser les siens et de périmer (ringardiser disent certains) les produits de ses concurrents.
Mais elle va également permettre de faire grandir l'image de la marque et la capacité de l'entreprise à innover.
Les points de vue divergent quant à la nécessité et à l'efficacité d'un processus d'innovation produit.
- Les opposants défendent que l'innovation, « la vraie », ne se laisse pas domestiquer et que tout repose sur la sérendipité (aspartame, Viagra, etc.), ce qui est particulièrement vrai dans le domaine de la chimie (nylon, kevlar, etc.).
- Les défenseurs, au contraire, soutiennent que, malgré le rôle important de la sérendipité et du hasard des « bonnes idées », il est possible de favoriser l'aboutissement des bonnes idées pour en faire une offre (commerciale ou non).

### Les étapes du processus de l’innovation produit
Parmi les défenseurs des processus d'innovation produit, de nombreux processus différents ont été proposés, — linéaires, bouclés, à plusieurs branches, etc. — mais la majorité commence par les idées et leur raffinement et finit par le lancement d'une offre et son suivi.
De nombreuses appellations et représentations existent : pipeline de l'innovation (innovation pipeline), innovation funnel (rarement traduit par « entonnoir » de l'innovation), etc.
Par exemple, voici un tel processus d'innovation produit : 
1. Idées. Production et sélection d’idées.
2. Concept. Étude du potentiel, la définition de marchés cibles et le choix des projets.
3. Faisabilité du projet. Création de l’équipe, conception technique, brief marketing à destination de la R&D, la validation financière et étude marketing du produit, essais sur le nouveau produit,
4. Industrialisation. Essai sur les lignes, effectuer la phase d’industrialisation et la finalisation.
5. Lancement. Pendant la phase de lancement il faut effectuer la présentation de produit, l’étude de marché, et la force de vente du produit.
6. Contrôle

Pendant chaque étape du processus, il est nécessaire d’effectuer l’analyse : « Est-ce que nous voulons aller plus loin ou pas » (go/no go) ?

### La chaîne d'innovation marketing et ses étapes
L'innovation en matière de services et de biens est le fruit d'une chaîne d'innovation marketing spécifique (innovation funnel).
Cette chaîne prend sa source dans les besoins non satisfaits des consommateurs (dans le cas de biens et services auprès du grand public) mais aussi auprès entreprises (dans le cadre de biens et services professionnels).
Elle comprend une série d’étapes dont chacune permet de filtrer (donc conserver ou éliminer) des pistes innovantes et de les enrichir.
Partant d’une série des besoins non satisfaits à partir d’insights consommateurs (ou Consumer insight), la chaîne d’innovation marketing  vise à répondre aux besoins consommateurs par un concept de biens ou services qui, s’il est estimé Innovant auprès de la cible et économiquement viable, est ensuite lancé.
Une chaîne d'innovation marketing est articulée autour des étapes suivantes :
1. Collecte des idées (liées à des besoins non couverts)
2. problématisation de ces idées (sous forme de Consumer insight)[10]
3. création d'un concept de produit, c'est-à-dire un concept de service ou de bien.
4. évaluation du concept de produit
5. étude du prix de ce produit
6. étude du potentiel de marché (quel volume de ventes peut-on escompter pour ce concept de bien ou service, pour un prix donné),
7. étude du packaging (pour les biens matériels), de communication, de publicité
8. lancement.

### L'innovation en pratique
L'innovation est le fruit du travail de nombreuses compétences différentes. Un individu isolé sera donc très rarement « innovant » ; au mieux il sera inventif et créatif. C'est la conjonction de la créativité de toute une équipe (formelle ou non) qui conduit à l'innovation.
Par exemple, un ingénieur doit acquérir une conscience des rouages contribuant à la performance de l’innovation de son entreprise ainsi que se doter d’une bonne vision de l’écosystème de l’innovation de celle-ci. Cette compréhension holistique de l’innovation doit pallier le manque de concertation fréquente  entre les fonctions de l’entreprise (recherche et développement, marketing stratégique, plan produit, projets de développement, achats, ressources humaines…) dans la veille et la participation à la stratégie innovation.
Penser l’innovation aujourd’hui, c’est également penser en termes d’organisation innovante. Associer l’ensemble des fonctions de l’entreprise et de ses partenaires de l’innovation, dès l’amont du cycle, en raisonnant dans le monde des usages et des expériences clients, en développant une culture de l’innovation et des incitations et valorisations claires pour changer et remettre en cause les habitudes chaque jour.
Les techniques pratiques de l'innovation produit peuvent être déployées selon trois niveaux :
- relever les défis de l'innovation dans la vision globale de l'entreprise : organisation, R&D, marketing ;
- faire surgir et déployer des idées créatrices de valeur : open-innovation, utilisateurs et scénarios d'usages, outils, team-working ;
- mettre en œuvre l'innovation à tous les stades de la conception : éco-innovation, création de valeur, systèmes complexes, etc. ;

Pour plus de détails, voir les fiches pratiques de l'ouvrage Déployer l'innovation «  »

### Développer son potentiel d’innovation par les réseaux
Pour exploiter au mieux ce potentiel d'innovation souvent sous-estimé et peu pris en compte, il est nécessaire de structurer son processus d'innovation et son organisation de travail.
La gestion des ressources humaines est responsable de faciliter toute initiative de créativité et d'originalité dans l'entreprise et tenir compte de toutes les idées.
L’organisation de l'entreprise doit permettre le suivi structuré de chaque projet, et la collaboration des différents secteurs de l'entreprise (Marketing, R&D etc.). Chaque secteur de l’entreprise doit avoir conscience de son savoir-faire technique et savoir l'exploiter, investir régulièrement dans ses outils de travail et former continuellement son personnel.
L’entreprise élargie (fournisseurs, clients et autres parties prenantes) devrait être intégré aux différents processus (production, conception, logistique…), par la participation à des réseaux pour rester à l'écoute et se faire connaître.